# Pselliophora flavofasciata
Pselliophora flavofasciata är en tvåvingeart. Pselliophora flavofasciata ingår i släktet Pselliophora och familjen storharkrankar.

## Underarter
Arten delas in i följande underarter:
- P. f. flavofasciata
- P. f. gracilicornis